# هيكتور انريكي
هيكتور أدولفو انريكي (من مواليد 26 أبريل 1962) من مدينة لانوس هو لاعب كرة قدم أرجنتيني سابق وكان مساعد مدرب المنتخب الوطني الأرجنتي. لعب للأرجنتين في كأس العالم 1986 وكأس كوبا أمريكا 1989.
وهو حاليا مساعد المدرب في نادي الوصل الإماراتي.

## وصلات خارجية
- هيكتور انريكي على موقع الاتحاد الدولي (مؤرشف)  (الإنجليزية)
- هيكتور انريكي على موقع الاتحاد الأوربي (الإنجليزية)
- هيكتور انريكي على موقع قاعدة بيانات كرة القدم.إي يو (الإنجليزية)
- هيكتور انريكي على موقع ناشيونال فوتبول تيمز (الإنجليزية)
- هيكتور انريكي على موقع عالم كرة القدم.نت (الإنجليزية)